# Adam Pieczyński
Adam Andrzej Pieczyński (ur. 15 grudnia 1956) – polski dziennikarz i menedżer mediowy.

## Życiorys
Absolwent iberystyki na Wydziale Neofilologii Uniwersytetu Warszawskiego.
Był polskim korespondentem „El País”. Następnie pracował jako wicedyrektor programów informacyjnych Polskiego Radia, redaktor naczelny Wiadomości w TVP (1994–1996) i redaktor naczelny Informacji w RTL 7. Od 2001 związany z TVN24 jako dyrektor programowy stacji, od 2005 pełnił funkcję prezesa zarządu spółki z ograniczoną odpowiedzialnością TVN-24, którą zlikwidowano w 2007. Wszedł w skład zarządu spółki akcyjnej TVN (jako członek ds. programów informacyjnych), obejmując stanowisko dyrektora departamentu informacji. W 2013 objął kierownictwo kanału TVN CNBC, następnie zaś kanału TVN24 BiS. W 2015 objął stanowisko redaktora naczelnego Faktów. W 2019 ogłosił swoje odejście z Grupy TVN. W 2020 ze stacji TVN odeszła jego żona Justyna Pochanke w związku z planami przeprowadzenia się do hiszpańskiego miasta Marbella, gdzie małżonkowie kupili dom.
Był kilkukrotnie (2009, 2010, 2011 i 2012) nominowany do Super Wiktora. W 2019 wyróżniony tytułem „Dziennikarza Dekady” w ramach Nagrody im. Andrzeja Woyciechowskiego.

## Odznaczenia
- Krzyż Kawalerski Orderu Odrodzenia Polski (2014)[9]

## Życie prywatne
Od 2004 jest mężem dziennikarki Justyny Pochanke. Jego córką z pierwszego małżeństwa z Agnieszką Milbrandt jest Monika Pieczyńska, która została dyrektorem kanału HGTV w Polsce.